# Trabadelo
Trabadelo település Spanyolországban, León tartományban. Lakosainak száma 319 fő (2024).

## Földrajza
Trabadelo Vega de Valcarce, Balboa, Villafranca del Bierzo, Corullón és Barjas községekkel határos.

## Népesség
A település lakosságának változását az alábbi diagram mutatja:
| Lakosok száma | 546  | 523  | 496  | 454  | 430  | 412  | 352  | 357  | 338  | 319  |
|               | 2001 | 2004 | 2007 | 2009 | 2012 | 2014 | 2017 | 2019 | 2022 | 2024 |